# Dødens jernbane
 Der er for få eller ingen kildehenvisninger i denne artikel, hvilket er et problem. Du kan hjælpe ved at angive troværdige kilder til de påstande, som fremføres i artiklen.

Dødens jernbane eller mere officielt Thailand-Burma Jernbane var og er til dels stadig en 415 km jernbanestrækning mellem Nong Pladuk Junction i Thailand og Thanbyuzayat i Myanmar, som med store tab blandt arbejderne blev bygget under 2. verdenskrig.
Japanerne, som gerne ville komme hurtigt og nemt til nabolandet Burma, tvang omkring 200.000 asiatiske arbejdere og 61.000 allierede krigsfanger til at bygge jernbanen. Omkring 100.000 tvangsarbejdere og 16.000 krigsfanger mistede livet for at bygge Dødens jernbane for japanerne svarende til omkring 280 døde for hver bygget kilometer.[kilde mangler] Det skal dog bemærkes, at dødstallene varierer noget kilderne imellem.
Banen stod færdig i oktober 1943, men krigsødelæggelserne nødvendiggjorde en indstilling af trafikken i juni 1946. I oktober 1946 købte den thailandske regering banen, og kort efter demonteredes banen mellem Nam Tok og Thanbyuzayat til fordel for andre mere trængende jernbanestrækninger. De resterende 194 km ombyggedes fra den oprindelige sporvidde 1067 mm til den i Thailand sædvanlige sporvidde 1000 mm, såkaldt meterspor, og idriftsattes i etaper 1949-1958. Jernbanen er i dag blandt Thailands største turistattraktioner.
På turen ned langs Dødens jernbane, kører man bl.a. over den berømte bro over floden Kwai, som der også er lavet en filmatisering af bogen Broen over floden Kwai af forfatteren Pierre Boulle, om arbejdet der. På turen kan man også komme forbi Hellfire Pass, som fik sit navn fordi japanerne der skød de arbejdere, som ikke arbejdede hurtigt nok. Arbejderne fik ikke særlig meget at spise. De fik dagligt en håndfuld ris, som var mindre end en knytnæve, og de sår de fik, blev ikke behandlet, hvormed der gik betændelse i dem. De blev ikke vasket og deres tøj var gammelt og slidt. Og skoene var næsten kun et stykke træ med en stroppe over foden, så skoen ikke faldt af, når de arbejdede. De arbejdede 10 timer i døgnet foruden overarbejde.[kilde mangler] "Kwai" er for øvrigt en skrivefejl af oversættelsen "khwae" fra thai-skrifttegn til latinske bogstaver, khwae betyder biflod. ("Kwai" betyder vandbøffel.)
"Dødens jernbane" er foreslået optaget som Unesco World Cultural Heritage site, dog overvejes det at ændre navnet fra "Death Railway", da det kunne støde japanere, mens andre mener, at det alment velkendte navn bør bibeholdes.
Der er lavet en mindekirkegård, hvor alle de døde har fået en gravsten. Blandt andre 2 danskere.